# NGC 5558
NGC 5558 este o galaxie situată în constelația . A fost descoperită în  de către Lewis A. Swift.